# Federico di Antiochia
Federico d'Antiochia (1222/1224 – Foggia, 1256) figlio naturale dell'imperatore Federico II, fu conte di Albe (dal 1240 circa), di Celano e Loreto (dal 1252), vicario generale imperiale in Toscana dal 1245 al 1250 e podestà di Firenze. Combatté per molti anni al fianco del fratello Manfredi, in difesa degli ideali e degli interessi ghibellini in Italia.

## Biografia

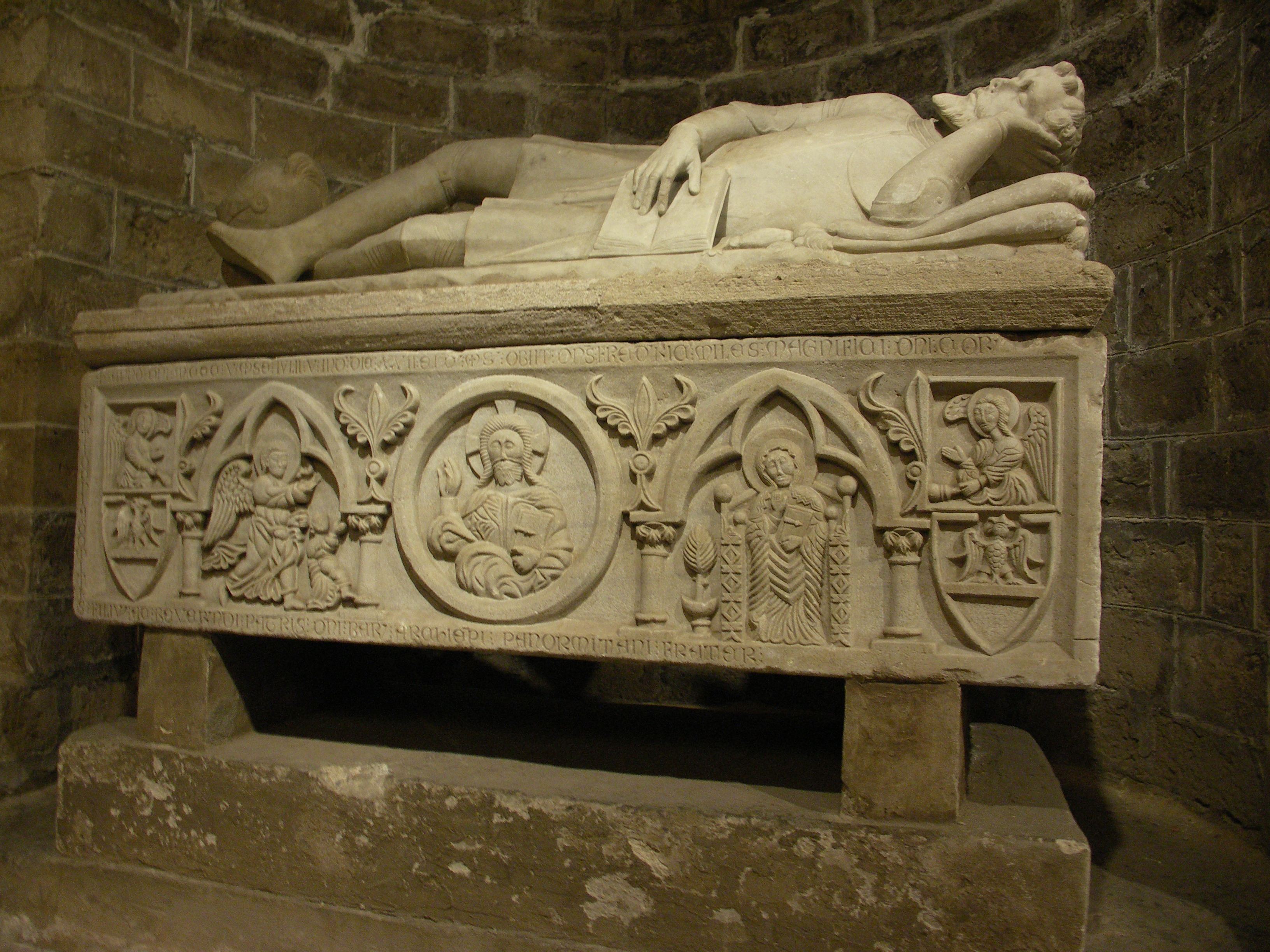
Sarcofago di Federico d'Antiochia nella cripta della Cattedrale di Palermo

Nacque da una relazione tra l'imperatore Federico II e una donna, che la tradizione ha identificato come una musulmana originaria di Antiochia, motivo per il quale il rampollo Hohenstaufen sarebbe stato identificato con quell'appellativo. Secondo Voltmer (1995), invece, Federico nacque da una donna, di nome Maria o Matilde, della nobile famiglia siciliana "d'Antiochia".
Durante la lotta contro la Lega lombarda e il Papa fu Vicario generale imperiale della Marca di Ancona (1244) e poi dal 1245 Podestà di Firenze e subito dopo Vicario generale imperiale in Toscana, come successore di Pandolfo Fasanella, sospettato di tradimento.
Nel luglio 1247 ricevette dal padre anche il titolo di conte d'Albe.
Cacciò da Firenze numerosi esponenti del partito guelfo e tenne un comportamento per certi versi tirannico nei confronti della popolazione, specialmente dopo che, essendosi data la città in sua assenza al partito guelfo, Federico dovette rioccuparla con la forza (2 febbraio 1248). Accanto a lui c'era il capo dei ghibellini fiorentini, Manente degli Uberti, immortalato da Dante col nome di Farinata. Con il sostegno di suo padre, il 25 aprile 1249 Federico occupò Capraia e subito dopo San Miniato, dove i guelfi esiliati riunivano le loro forze per tentare un contrassalto a Firenze.
Ma a Figline Valdarno nel settembre 1250 subì dai guelfi una sconfitta, che ebbe ripercussioni a Firenze e nella Toscana. Dopo la morte dell'imperatore Federico II nel dicembre 1250, gli Hohenstaufen persero il controllo della Toscana.
Federico poi sostenne nel 1252 la discesa in Italia del fratellastro Corrado IV (che da Foggia gli confermò la contea di Albe e gli assegnò quelle di Celano e Loreto), ma parteggiò troppo apertamente per l'altro fratellastro Manfredi per cui fu allontanato dall'imperatore dal regno di Sicilia nel 1253. Dopo la morte di Corrado, nel 1254, rifiutò di sottomettersi a Papa Innocenzo IV, per cui i suoi beni vennero confiscati. Appoggiò lealmente quindi le rivendicazioni di Manfredi nel Regno e trovò la morte a Foggia, mentre era impegnato col fratello a riconquistare le terre di Capitanata.

## Discendenza
Federico d'Antiochia sposò prima del 1240 Margherita Conti di Poli, figlia di Giovanni e nipote di papa Innocenzo III, da cui ebbe tre figli:
- Corrado di Antiochia, la cui discendenza è vitale con il cognome Caputo (1242-1320);
- Filippa (1242-1273), sposa di Manfredi Maletta;
- Maria, sposa di Bernabò Malaspina.

## Ascendenza
|                       |   |                       | Genitori                |  |  | Nonni |  |  | Bisnonni            |  |  | Trisnonni          |  |
|                       |   |                       |                         |  |  |       |  |  | Federico Barbarossa |  |  | Federico di Svevia |  |
|                       |   |                       |                         |  |  |       |  |  | Federico Barbarossa |  |  | Federico di Svevia |  |
|                       |   | Giuditta di Baviera   |                         |  |  |       |  |  | Federico Barbarossa |  |  |                    |  |
| Enrico VI di Svevia   |   |                       |                         |  |  |       |  |  | Federico Barbarossa |  |  |                    |  |
|                       |   | Beatrice di Borgogna  | Rinaldo III di Borgogna |  |  |       |  |  |                     |  |  |                    |  |
|                       |   | Beatrice di Borgogna  | Rinaldo III di Borgogna |  |  |       |  |  |                     |  |  |                    |  |
|                       |   | Beatrice di Borgogna  | Agata di Lorena         |  |  |       |  |  |                     |  |  |                    |  |
| Federico II di Svevia |   | Beatrice di Borgogna  |                         |  |  |       |  |  |                     |  |  |                    |  |
|                       |   | Ruggero II di Sicilia | Ruggero I di Sicilia    |  |  |       |  |  |                     |  |  |                    |  |
|                       |   | Ruggero II di Sicilia | Ruggero I di Sicilia    |  |  |       |  |  |                     |  |  |                    |  |
|                       |   | Ruggero II di Sicilia | Adelasia del Vasto      |  |  |       |  |  |                     |  |  |                    |  |
| Costanza d'Altavilla  |   | Ruggero II di Sicilia |                         |  |  |       |  |  |                     |  |  |                    |  |
|                       |   | Beatrice di Rethel    | Gunther di Rethel       |  |  |       |  |  |                     |  |  |                    |  |
|                       |   | Beatrice di Rethel    | Gunther di Rethel       |  |  |       |  |  |                     |  |  |                    |  |
|                       |   | Beatrice di Rethel    | Beatrice di Namur       |  |  |       |  |  |                     |  |  |                    |  |
| Federico di Antiochia |   | Beatrice di Rethel    |                         |  |  |       |  |  |                     |  |  |                    |  |
|                       | … | …                     |                         |  |  |       |  |  |                     |  |  |                    |  |
|                       | … | …                     |                         |  |  |       |  |  |                     |  |  |                    |  |
|                       | … | …                     |                         |  |  |       |  |  |                     |  |  |                    |  |
| …                     | … |                       |                         |  |  |       |  |  |                     |  |  |                    |  |
|                       |   | …                     | …                       |  |  |       |  |  |                     |  |  |                    |  |
|                       |   | …                     | …                       |  |  |       |  |  |                     |  |  |                    |  |
|                       |   | …                     | …                       |  |  |       |  |  |                     |  |  |                    |  |
| …                     |   | …                     |                         |  |  |       |  |  |                     |  |  |                    |  |
|                       |   | …                     | …                       |  |  |       |  |  |                     |  |  |                    |  |
|                       |   | …                     | …                       |  |  |       |  |  |                     |  |  |                    |  |
|                       |   | …                     | …                       |  |  |       |  |  |                     |  |  |                    |  |
| …                     |   | …                     |                         |  |  |       |  |  |                     |  |  |                    |  |
|                       |   | …                     | …                       |  |  |       |  |  |                     |  |  |                    |  |
|                       |   | …                     | …                       |  |  |       |  |  |                     |  |  |                    |  |
|                       |   | …                     | …                       |  |  |       |  |  |                     |  |  |                    |  |
|                       |   | …                     |                         |  |  |       |  |  |                     |  |  |                    |  |